# PANDAS

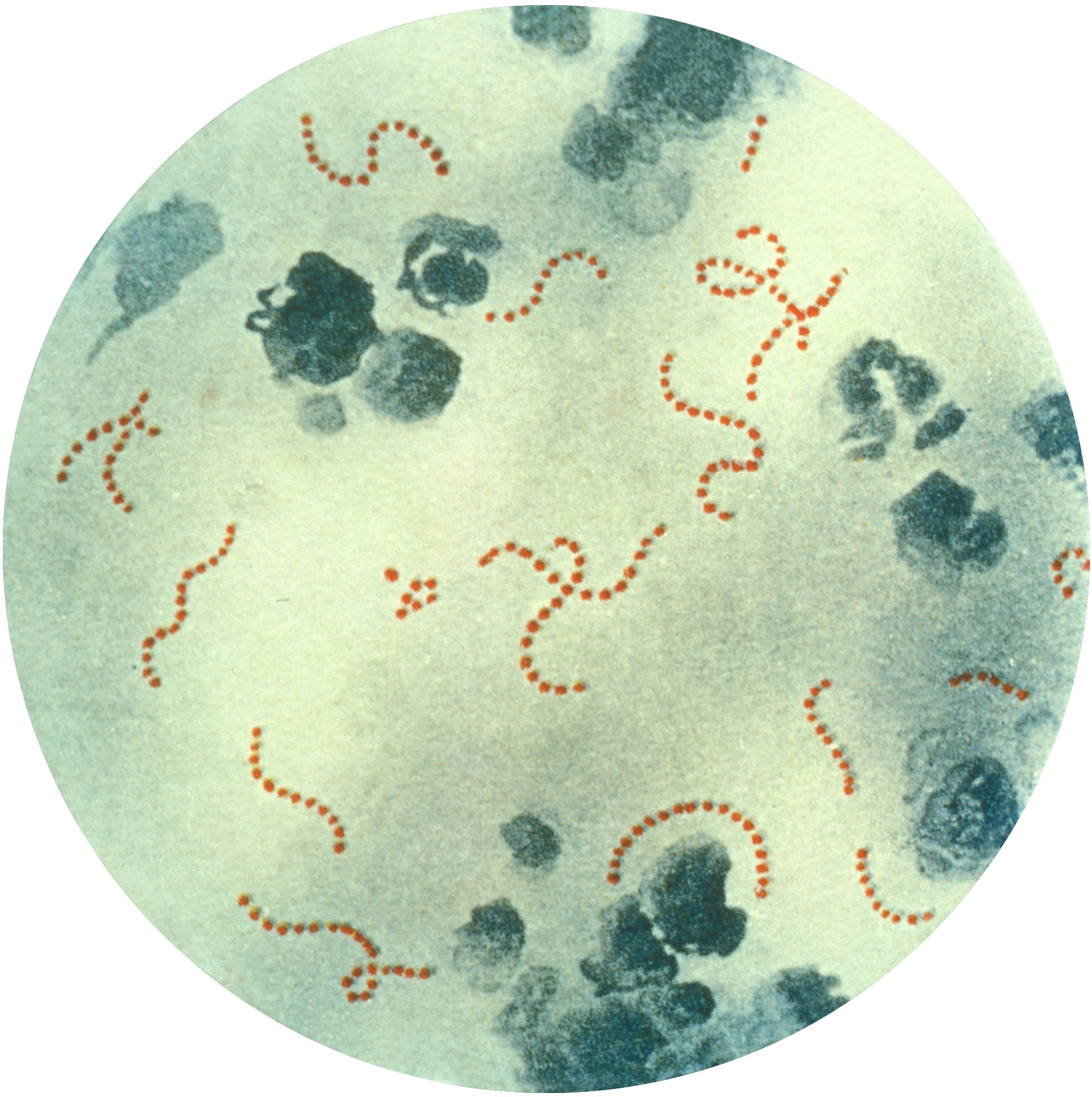
Streptococcus pyogenes (röd), en vanlig grupp A streptokock patogen

PANDAS är en akronym för Pediatric Autoimmune Neuropsychiatric Disorders Associated with Streptococcal Infections (engelska) och beskriver hypotesen att det kan finnas samband mellan autoimmuna sjukdomar hos barn och psykiska och neurologiska symtom i samband med streptokockinfektioner, eller vara ett resultat av en autoimmun reaktion efter infektion med några andra vanliga smittämnen (PITAND: virus, mykoplasma, etc.),
Den föreslagna kopplingen mellan infektion och dessa störningar är en autoimmun reaktion, där antikroppar produceras av infektionen och stör neuronala celler.
PANS är en nyare term för PANDAS och PITAND och används för att beskriva den större delen av akut debuterade OCD fall. PANS står för Pediatrisk akut debut av neuropsykiatrisk syndrom och omfattar alla fall av plötslig debut OCD, inte bara de som förknippas med streptokockinfektioner.

## Regeringsuppdraget mars 2025
Sjukvårdsminister Acko Ankarberg Johansson gav i mars 2025 Myndigheten för vård- och omsorgsanalys i uppdrag att kartlägga kunskapsstyrningen i andra länder gällande ”sjukdomar eller tillstånd med svagt kunskapsläge” som Postcovid och liknande tillstånd som ME/CFS, PANS/PANDAS och POTS. Man nämner även långvariga besvär efter Sepsis och Influensa.

## Symtom
Symtomen är bland annat OCD (tvångssyndrom), Tourettsliknande symptom, separationsångest, minnesförlust och hyperaktivitet.
Karakteristisk klinisk presentation är plötslig (ibland över natten) symtomdebut. 
Föräldrar minns ofta det exakta datumet och/eller tid på dygnet när symtomen dök upp.
Ett ofta missat symtom är en betydande försämring av finmotoriken (skriva och rita) 
och regression i matematikfärdigheter.
Vanligt symtom hos de flesta barn med PANDAS är en svår och försvagande separationsångest. Tidigare utåtriktade, socialt välanpassade och extremt kommunikativa barn blir föräldrabunden, och vägrar gå till skolan, närvara även vid tidigare omtyckta aktiviteter eller att gå till sängs ensam. Förr eller senare tvingar beteendet dem att hoppa av skolan (tillfälligt eller för längre tid).
PANDAS är mera sannolik hos vissa "fenotyper" av barn. Bland annat hos barn med en historia av en tidig språkutveckling, och som (oftast) (före sjukdom) utmärkt sig i skolan, framför allt i matematik och naturvetenskap.

## Diagnos
Diagnosen PANDAS är en klinisk diagnos, vilket innebär att det beror på en noggrant uppföljd historik och fysisk undersökning, snarare än på laboratorietester.  Historien måste avslöja en abrupt början av OCD och/eller tics.
Den fysiska undersökningen skall utesluta Sydenham korea och andra typer av reumatisk feber, eftersom dess kräver andra behandlingar. Den infekterade kan erhålla skador på fot, händer och ansikte.
Laboratorietester kan vara användbart att dokumentera att barnet för närvarande har en streptokockinfektion (som bör behandlas omedelbart), eller att de har haft en nyligen. Däremot kan laboratorietesterna inte göra en diagnos — de kan bara avslöja huruvida det har skett en föregående streptokockinfektion (som kan eller inte kan relateras till de nuvarande symtom). 

### Kriterier
De kriterier som används för att diagnostisera PANDAS är som följer: 
1. Närvaro av kliniskt signifikanta tvångstankar och tvångshandlingar och/eller tics
2. Ovanligt abrupt debut av symtom eller en skovvis förlöpande förlopp symtomens svårighetsgrad. Under både den första uppkomsten och senare återfall, symptom "explodera" i svårighetsgrad över natten och nådde maximal försämring 24 till 48 timmar. Mellan episoderna minskar symtomen vanligtvis betydligt och ibland löses de helt.
3. Prepubertal debut. Obs: Detta kriterium är godtyckligt valt eftersom reaktioner på streptokockinfektioner är sällsynta efter 12-årsåldern
4. Tillsammans med andra neuropsykiatriska symtom
5. Associering med streptokockinfektion

De ursprungliga PANDAS-kriterierna anger att de associerade symtomen var hyperaktivitet (ADHD) eller andra motoriska symtom, men erfarenheten har visat att listan är längre. 
Olika kombinationer av neuropsykiatriska symptom, såsom OCD + tics + ADHD-liknande symtom, eller OCD + svår separationsångest + sängvätning, eller OCD + tics + hyperaktivitet + tillbakagång i utvecklingen. De möjliga kombinationerna är för många för att räkna, men i alla fall bör de tillhörande symtomen börjar vid samma tidpunkt som OCD (eller inom 1 - 2 dagar) och har en lika dramatisk utveckling. De vanligaste åtföljande symtomen är: 
1. Svår separationsångest (t.ex. kan barnet inte lämna föräldrarnas sida eller behöver sova på golvet bredvid föräldrarnas säng, etc.)
2. Generaliserad ångest. som kan utvecklas till episoder av panik och en "skräckslagen blick"
3. Motorisk hyperaktivitet, onormala rörelser, och en känsla av rastlöshet
4. Sensoriska avvikelser, inklusive hyper-känslighet för ljus eller ljud, snedvridning av visuella föreställningar och i vissa fall visuella eller auditiva hallucinationer
5. Koncentrationssvårigheter, och förlust av akademiska förmågor, särskilt i matematik och visuell-spatiala områden
6. Ökad miktionsfrekvens och en ny debut av sängvätning
7. Irritabilitet (ibland med aggression) och emotionell labilitet. Abrupt början av depression kan också förekomma, med tankar om självmord.
8. Developmental regression, inklusive vredesutbrott, "baby talk" och handskrift försämring (också relaterat till motoriska symtom)

Vid första början, kan symtomen har följt en asymtomatisk (och därmed obehandlade) streptokockinfektion med flera månader eller längre, så den inledande streptokock-infektionen kan ha gått obemärkt förbi. Men vid senare infektioner, kan försämring av neuropsykiatriska symptomen vara första tecknet på en ockult ("dolda") streptokock-infektion. Snabb behandling av streptokock-infektion är ofta effektiva för att minska OCD och andra neuropsykiatriska symptom.

## Historik
I början av 1990-talet gjorde utredare vid National Institute of Mental Health (Drs. Susan Swedo, Henrietta Leonard och Judith Rapoport) studier av OCD hos barn och konstaterade att några av barnen hade en ovanligt abrupt debut av symtom. 
Till skillnad från vanliga fall av OCD, där symtomen börjar gradvis och kan döljas av barnet i flera veckor eller månader (på grund av deras skam över den irrationella karaktär bekymmer och beteenden), rapporterade barn i PANDAS undergrupp en mycket plötslig och dramatisk symtomdebut. 
Utredarna vid National Institute of Mental Health upptäckte att OCD, tics, och andra symtom vanligen inträffade i efterverkningarna av en stark stimulans av immunsystemet, såsom en virusinfektion eller bakteriell infektion. De första fallen gavs namnet PITANDS (Pediatrisk Infection Triggade Autoimmun neuropsykiatriska störningar). 
De första rapporterade fallen av PITANDS följt infektioner med influensa, varicella (vattkoppor) och streptokocker bakterier (streptokocker i halsen och scharlakansfeber). 
Senare fall rapporterades förekomma i samband med Lymes sjukdom och mykoplasma-infektioner ("tex lunginflammation"). NIH-tredarna valde att fokusera på OCD-symptom som inträffat efter streptokockinfektioner (PANDAS-undergrupp) på grund av ett samband mellan OCD och Sydenham korea, den neurologiska formen av reumatisk feber. 
Studier vid NIMH och på andra håll har visat att vissa korsreaktiva "antihjärna" antikroppar inte ger fullt utvecklad Sydenham korea, men istället orsakar OCD, tics och de andra neuropsykiatriska symptom på PANDAS.